# Seehandel

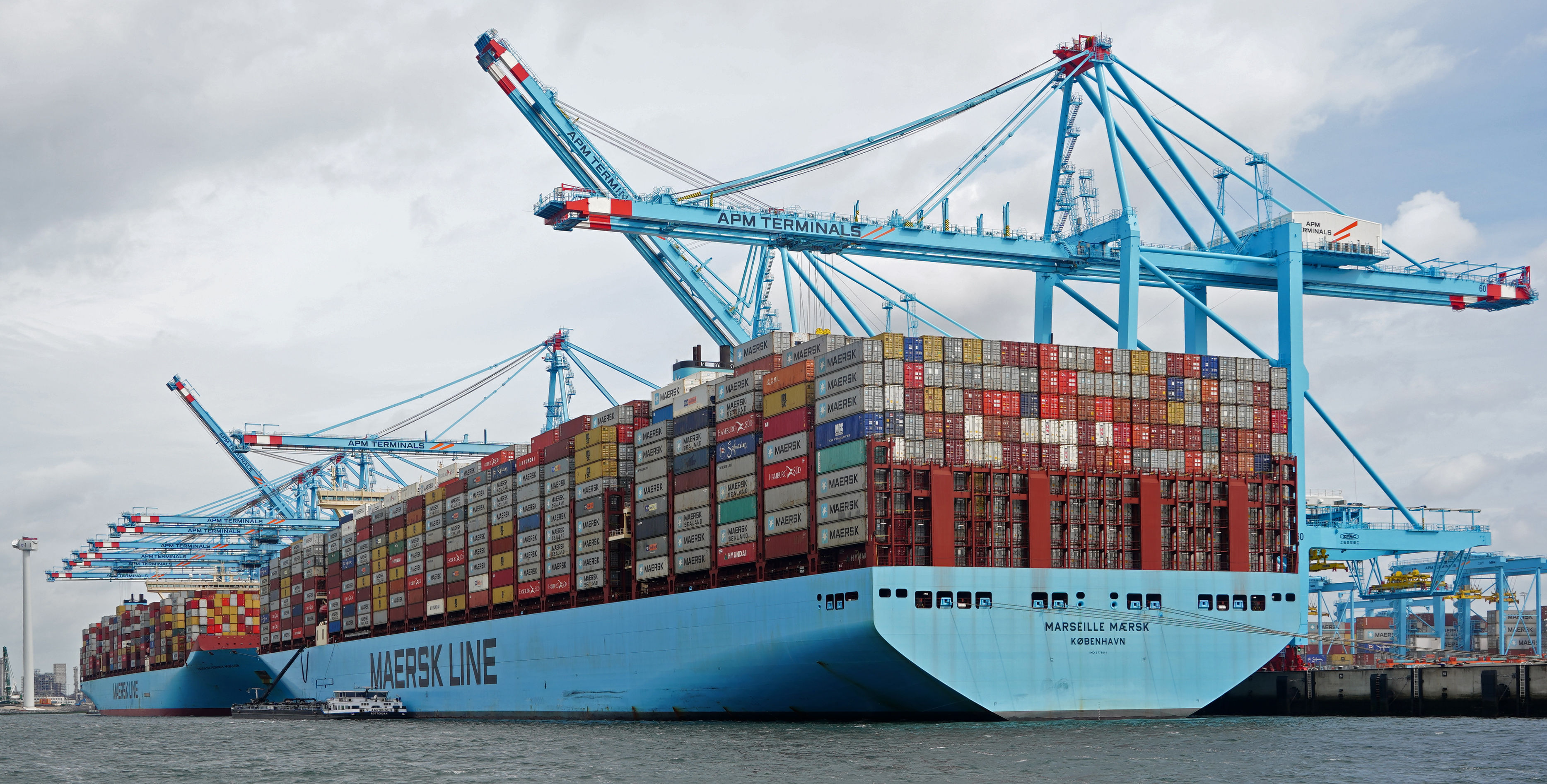
Containerschiffe der Mærsk Line im Hafen Rotterdam

Seehandel (früher Kauffahrtei) bezeichnet den gewerblichen Handel von Gütern mit Handelsschiffen (früher Kauffahrer/Kauffahrteischiff) über das Meer. Da der Transport von Rohstoffen, Bodenschätzen und Erzeugnissen mit Schiffen häufig deutlich kostengünstiger im Vergleich zum Transport auf dem Landweg ist, dominiert der Transport von Gütern per Verschiffung. Alternativ wird für den Seehandel auch die Bezeichnung Überseehandel verwendet.

## Geschichte
Darstellungen von Schiffen aus frühester Zeit zeigen, dass die Menschheit bereits im Altertum und in der Vorzeit den Weg über die See gesucht hat. Das führte zur Entdeckung und Eroberung bislang unbekannter Kontinente. Dabei waren die Grenzen zwischen Seehandel und Piraterie fließend.

### Antike

#### Ägypten

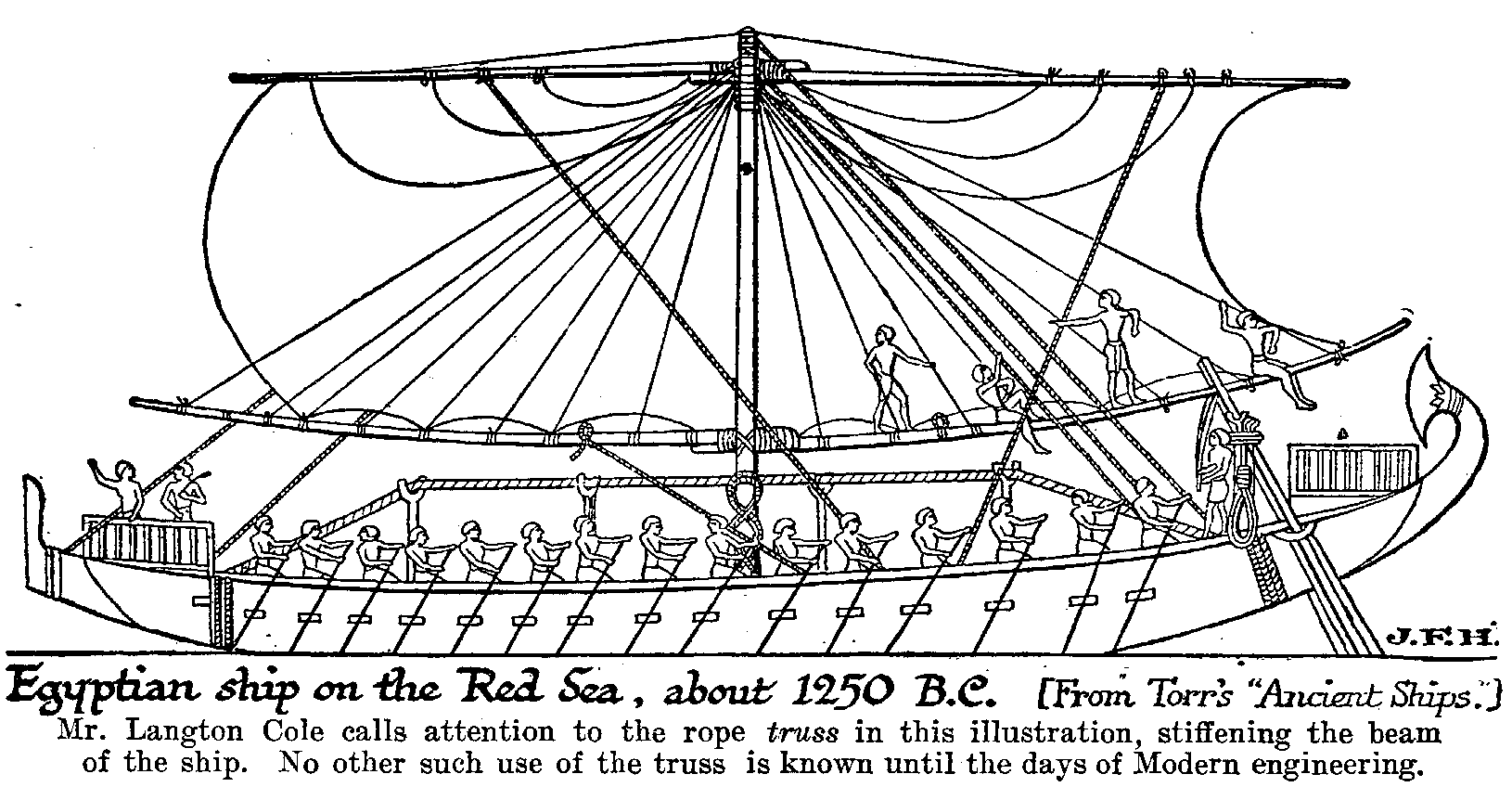
Seetaugliches Boot (Ägypten, 1250 v. Chr.)

Um 3000 v. Chr. wurden in Ägypten erstmals bei größeren Schiffen die Paddel durch die kräftesparenderen Riemen (Ruder) ersetzt, dies ist die erste große bekannte Revolution im Schiffsantrieb.
Pharao Psammetich I. (664–610 v. Chr.) hielt sich eine griechische Söldnerflotte und förderte den griechischen Handel in seinem Reich.
Sein Nachfolger Necho II. (609–594 v. Chr.) verstärkte die maritimen Anstrengungen mit dem Bau eines schiffbaren Kanals vom Nil ins Rote Meer.

#### Phönizier
Die Phönizier waren ein semitisches Volk des Altertums, das in Phönizien, vor allem im Bereich des heutigen Libanons, an der Mittelmeerküste lebte. Sie gründeten ab dem frühen 1. Jahrtausend auf Zypern, Sizilien, Sardinien, Spanien und Portugal sowie an der nordafrikanischen Küste zahlreiche Kolonien. Unter anderem gründeten die Phönizier die heutigen Städte Cádiz und Málaga (Spanien). Die Phönizier entwickelten ab ca. 1000 v. Chr. seegängige Segelschiffe.

#### China
Im Gebiet südlich der Mündung des Jangtsekiang lebte das Volk der halbchinesischen Yüeh. Dieses betrieb um 510 v. Chr. Fluss- und Küstenschifffahrt. Das Reich Wu unterwarf ungefähr 450 v. Chr. das Volk der Yüeh. Dadurch kam erstmals ein Volk, das Seefahrt betrieb, unter die Oberhoheit der Chinesen. Zhèng Hé 鄭和 (* 1371 Kunming in der Provinz Yunnan; † 1433 oder 1435) gilt als der berühmteste chinesische Admiral und einer der bedeutendsten Seefahrer des 2. Jahrtausends nach Christus. Zheng He unternahm mit gewaltigen Flotten zwischen 1405 und 1433 sieben große Expeditionen in den Pazifik und den Indischen Ozean.

#### Griechenland
Athen eroberte um 610 v. Chr. in einem mehrjährigen Krieg mit Megara die Insel Salamis. Danach begann man, Seeverbindungen durch die Dardanellen und den Bosporus mit dem Schwarzen Meer aufzubauen. Bereits zuvor hatte Milet ab der ersten Hälfte des 7. Jahrhunderts v. Chr. zahlreiche Kolonien am Marmarameer und an den Küsten des Schwarzen Meers gegründet. Im Zuge der Großen Kolonisation wurden mehr und mehr Tochterstädte (Apoikien) gegründet. Zu den größten Handelszentren zählten Taras, Kyme, Sybaris, Kroton, Neapel, Naxos, Rhegion und Syrakus. Korinth, das eine der bedeutendsten Seemächte in der griechischen Welt war, baute zu dieser Zeit die besten Schiffe und hatte nach Thukydides gegen Ende des 8. Jahrhunderts v. Chr. die Triere erfunden.

#### Karthago
Am Kreuzungspunkt der Handelsrouten zwischen dem östlichen und westlichen sowie dem nördlichen und südlichen Mittelmeer gelegen, war Karthago zudem einer Hauptumschlagplätze für ausländische Güter. Silber importierten die Karthager vor allem aus Südspanien, wo sich in der Nähe der Stadt Carthago Nova (heute Cartagena) ertragreiche Bergwerke befanden. Gold kam wahrscheinlich durch direkten oder indirekten Handel aus Westafrika. Der Bedarf an weniger wertvollen Metallen wie Kupfer und Eisen konnte wohl durch heimische Vorkommen in Nordafrika gedeckt werden. Unter dem Seefahrer Himilkon unternahmen die Karthager sogar eine Expedition nach Britannien, um die dortigen Zinnvorkommen zu erschließen.
Die Punier zerstörten um 540 v. Chr. die Handelsstadt Tartessos. Tartessos (altgriechisch Τάρτησσος) war nach der klassischen Überlieferung ein Königreich bzw. eine Hafenstadt an der Südküste der iberischen Halbinsel. In der Antike war die Stadt für ihren sagenhaften Metallreichtum bekannt.

#### Rom
Im ersten punischen Krieg (264–241 v. Chr.) strandeten karthagische Kriegsschiffe an den Küsten Italiens. Die karthagische Schiffbautechnologie wurde kopiert und um den Corvus als römische Erfindung ergänzt. Innerhalb kurzer Zeit bauten die Römer eine leistungsfähige Werftindustrie auf und bauten eine Flotte, die es mit den Karthagern aufnehmen konnte.
Nach dem Sieg über Pyrrhus um 275 v. Chr. begann Rom, zur Erleichterung des Handels Münzen zu prägen. Es ist der Denar zu je vier Sesterzen zu je 2½ Assen. Zuvor hat Rom aufgrund des fehlenden Seehandels keinen Bedarf an Münzgeld gehabt. Immer mehr Römer kamen um 50 v. Chr. als Touristen nach Ägypten. Von Alexandria aus entwickelte sich eine Personenschifffahrt den Nil aufwärts zu den Sehenswürdigkeiten des Landes. Nach der Erhebung des Christentums zur Staatsreligion begann die Pilgerfahrten nach Jerusalem.

### Mittelalter

#### Genua
Da Genua einen natürlichen Hafen hatte, muss es als Seehafen benutzt worden sein, sobald man begann, im Tyrrhenischen Meer Schifffahrt zu betreiben. Mit nicht weniger Gewandtheit als Venedig nahm Genua all die Gelegenheiten des umfangreichen Speditionsverkehrs zwischen Westeuropa und dem Nahen Osten wahr, die sich durch die Kreuzzüge ergaben. Der Erfolg Genuas in Handel und Seefahrt während des Mittelalters ist umso bemerkenswerter, als es im Gegensatz zu den rivalisierenden Venezianern ständig von inneren Uneinigkeiten geplagt wurde. Das einfache Volk und der Adel kämpften gegeneinander, rivalisierende Parteien unter den Adligen strebten danach, die Vormacht im Staat zu erlangen.

#### Hanse

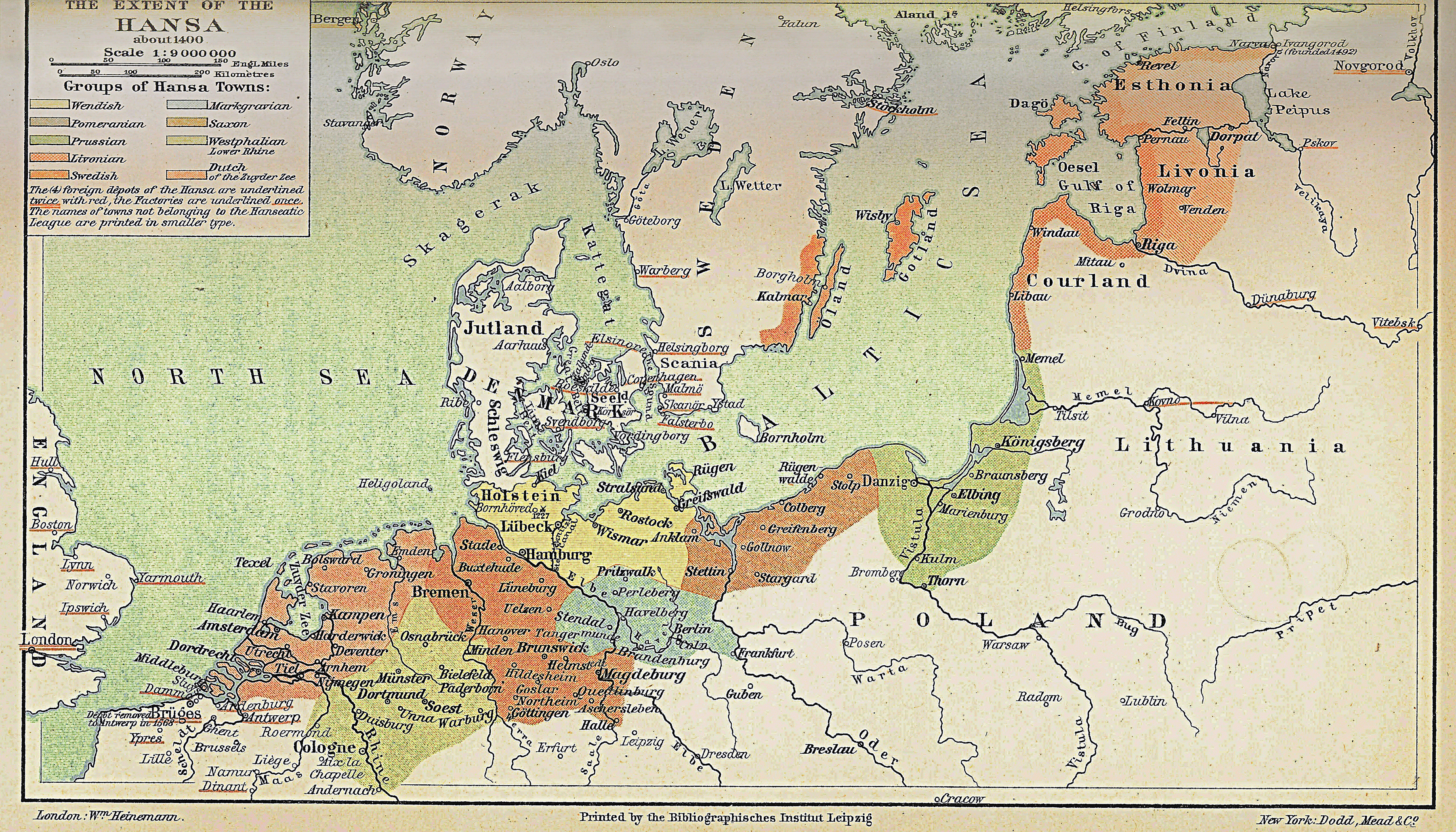
Nordeuropa und die Hansestädte um 1400

1358 schlossen sich Fernkaufleute zur Hanse zusammen. Die Hanse beherrschte bis zum Aufstieg Englands und der Niederlande die Wirtschaft Nordeuropas.
In den Zeiten ihrer größten Ausdehnung waren beinahe 300 See- und Binnenstädte des nördlichen Europas in der Städtehanse zusammengeschlossen. Zwischen etwa 1350 und 1400 stand die Hanse als nordeuropäische Großmacht da. 1356 trat der erste Hansetag zusammen, an dem nahezu alle Hansestädte teilnahmen. Den Kern der Hanse bildeten etwa 72 Städte. Nach dem zweiten Waldemarkrieg war die Königswahl in Dänemark de jure abhängig von der Zustimmung der Hanse. 1669 hielten die letzten in der Hanse verbliebenen Städte, Lübeck, Hamburg, Bremen, Danzig, Rostock, Braunschweig, Hildesheim, Osnabrück und Köln den letzten Hansetag ab.

#### Venedig
Zur Sicherung des Seehandels baute Venedig ab 1104 eine Schiffswerft, das Arsenal, das mehrmals erweitert wurde. Die hier gebauten Flotten begleiteten die regelmäßigen Kauffahrerkonvois und waren zugleich ein Mittel, die Piraterie einzudämmen.
Der Seehandel mit Arabien brachte im Mittelalter den Stadtstaaten Venedig, Genua und Pisa große Gewinne ein. Gewürze, Stoffe, Duftstoffe, Drogen und Reis wurden von diesen Städten nach Europa importiert. Besonders Venedig wurde für diese Importe berühmt.
Spätestens seit der zweiten Hälfte des 13. Jahrhunderts verkehrten Schiffskonvois meist zweimal pro Jahr. Dabei nahmen je 30 bis 50 Schiffe teil. Anfangs waren diese Schiffe, die in das Byzantinische Reich fuhren, kleiner, dafür ihre Zahl größer: meistens neun oder zehn Galeeren. Später fuhren oftmals nur zwei bis vier.
Treffpunkt aller Fernkaufleute waren die Internationalen Messen. Der Welthandelsplatz Venedig wurde zur ständigen Messestadt. Am Canal Grande und am Markusplatz wurden riesige Summen umgesetzt. Kaufleute, unter anderem aus Augsburg, Nürnberg und Ulm, hatten hier Niederlassungen.

#### Wikinger

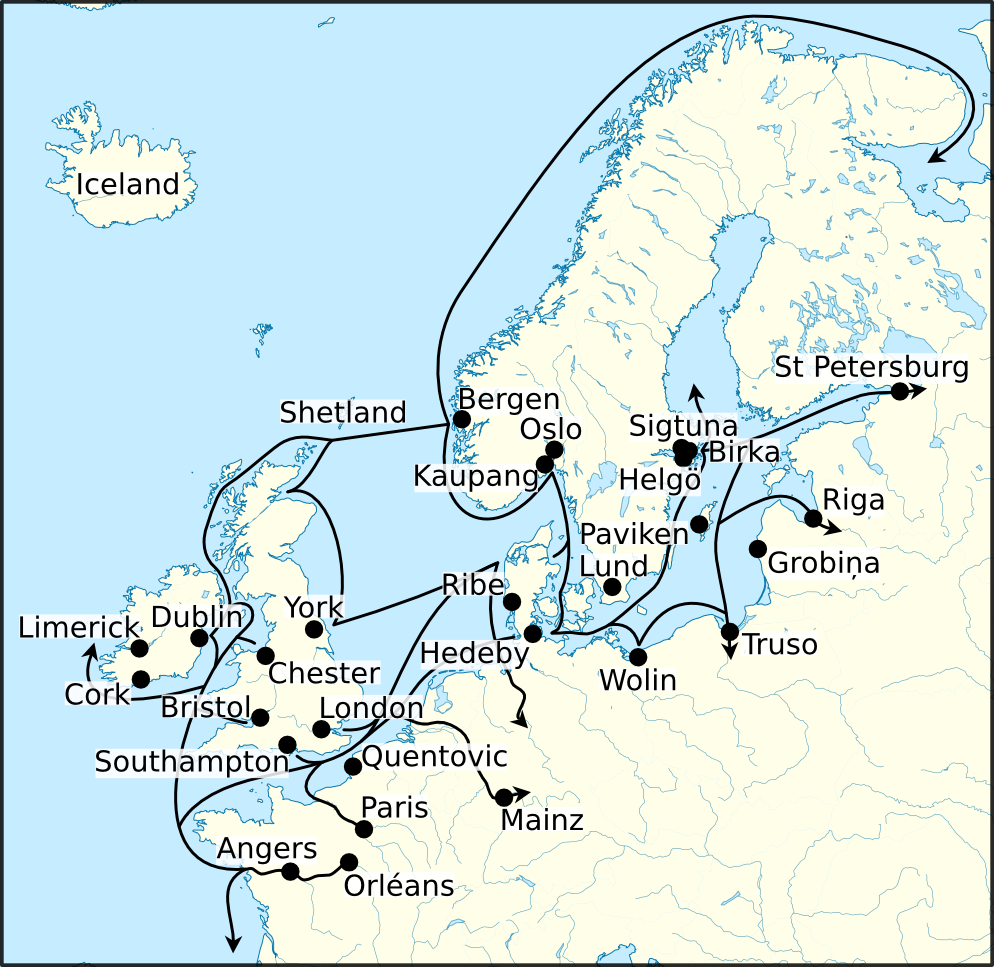
Schiffsrouten der Wikinger in Nordeuropa

Das Wort Wikinger leitet sich vermutlich von dem altnordischen Substantiv víkingr (Maskulinum) ab, das „Seekrieger, der sich auf langer Fahrt von der Heimat entfernt“ bedeutet. Víking (Femininum) bedeutet zunächst nur die weite Schiffsreise, sekundär dann auch die „Kriegsfahrt zur See an entfernte Küsten“. Allerdings ist dies bereits das Endstadium der Wortentwicklung. Das Wort ist älter als die Wikingerzeit und bereits im angelsächsischen Wídsíð belegt. Im deutschen Sprachraum wurde „Wikinger“ erst im 19. Jahrhundert zu einem Allgemeinbegriff für nordische Seefahrer. Mit schnellen und wendigen Schiffen fuhren die Wikinger auf die Nord- und Ostsee hinaus und landeten in England, Island und auf dem europäischen Festland.

### Neuzeit

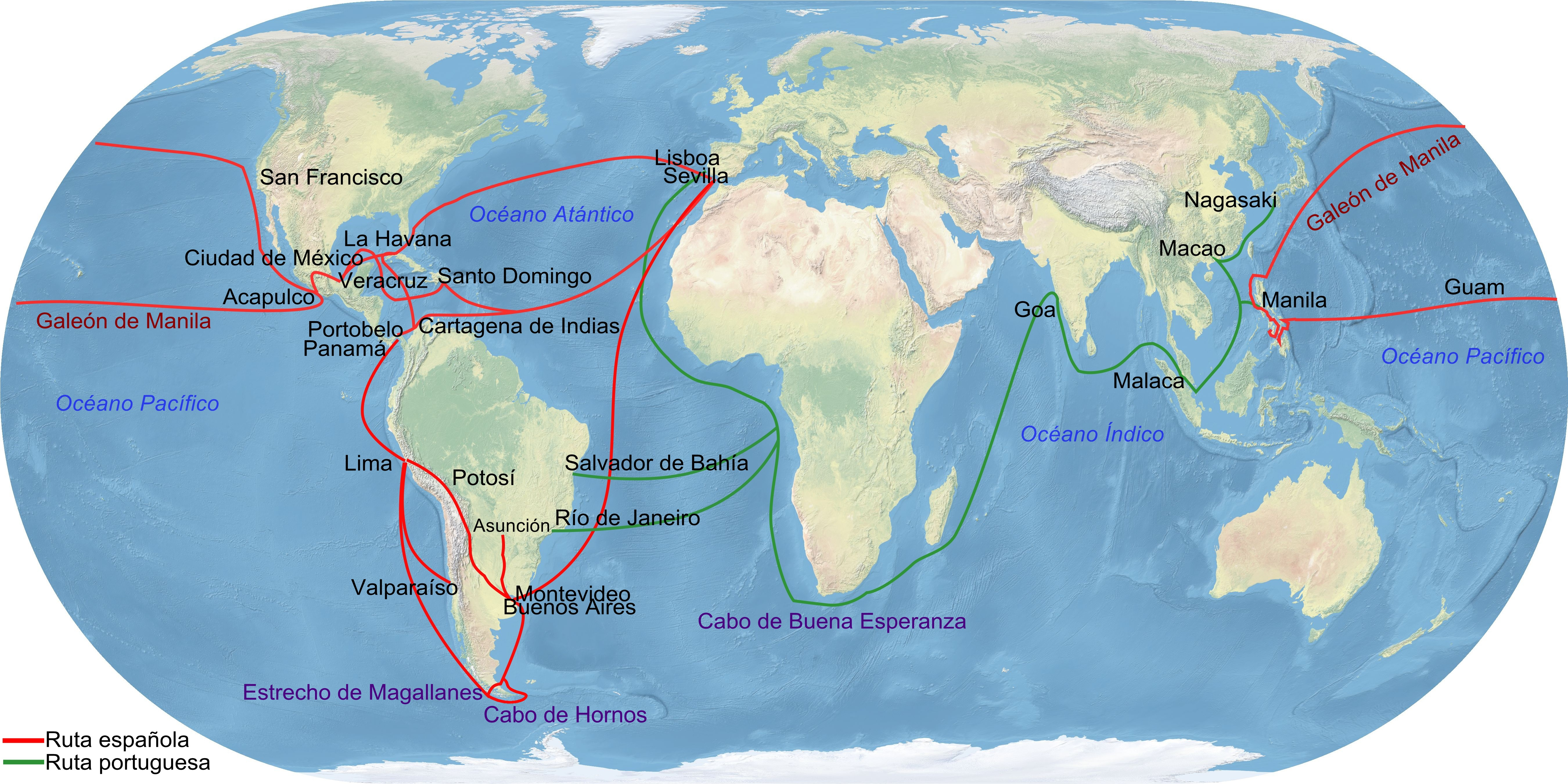
Haupthandelsrouten des spanischen und portugiesischen Kolonialreichs

#### Amerika/Spanien
Im Zuge der Kolonisation Amerikas wurden Gold und Silber in großen Mengen nach Europa importiert: Einmal jährlich segelte ein Schiffskonvoi zu den spanischen Kolonien in Amerika. Innerhalb eines Jahrhunderts konnte Spanien so zum reichsten Land Europas werden. Dieser Reichtum war die Grundlage des spanischen Aufstiegs zur Weltmacht. Jedoch war die Vormachtstellung vom kontinuierlichen Geldfluss aus den Kolonien abhängig.

#### Niederlande

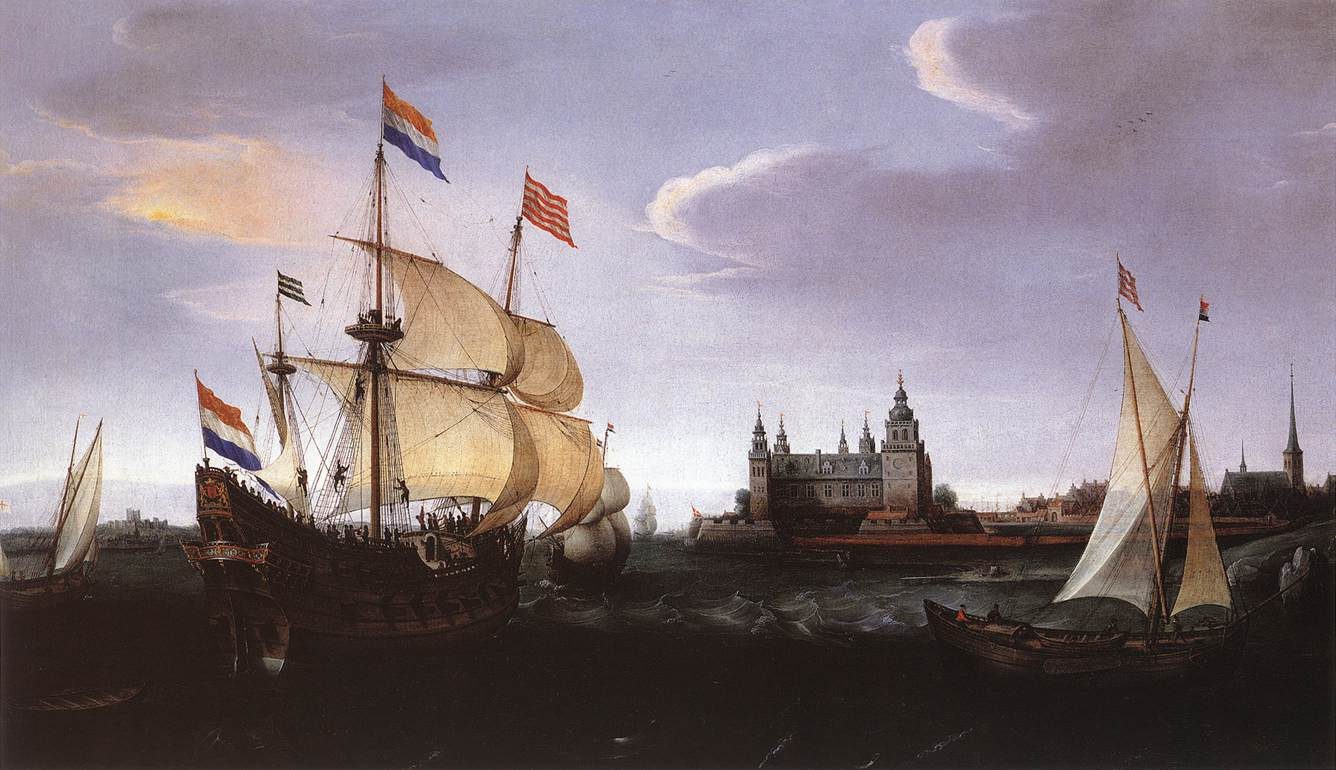
Niederländischer Dreimaster vor Schloss Kronborg in Dänemark, der Erhebungsstelle des Sundzolls

In den Niederlanden (umfassen die heutigen Regionen in Nordfrankreich, Belgien, Luxemburg, den Niederlanden und Ostfriesland) war der Handel wegen der guten Verkehrslage und des Mangels lebensnotwendiger Güter stets von großer Bedeutung. Einmal wurden die natürliche vorhandenen Flüsse und Wasserläufe mit Dämmen in ihrem Wasserstand reguliert. Dort entstanden Handelsniederlassungen (siehe Amsterdam und Rotterdam), diese lösten weiter binnenwärts gelegene Hafen- und Handelsstädte (z. B. Utrecht, Dordrecht) ab. Zum anderen wurde von der Bevölkerung neben der Landwirtschaft ein weiteres wirtschaftliches Standbein gesucht und mit Salzgewinnung und Klein- bzw. Bauernhandel gefunden. Im Mittelalter etablierten sich die niederländischen Städte am Schnittpunkt des Nord-Südhandels (Hanse, Mittelmeer) und des Ost-Westhandels (England, Ostsee) zu einer selbständigen Größe (z. B. Hansisch-Niederländischer Krieg). Eine weitere Richtung des Handels war die entlang des Rheins (Köln). Aufgrund der geographischen Besonderheiten hatte der Getreideanbau in der Landwirtschaft keine überragende Bedeutung, dafür war eine Vielfalt anderer Bereiche vorhanden. Neben Gemüseanbau gehörte auch die Viehwirtschaft (die Kuh wurde im 17. Jahrhundert zum Synonym der Niederlande; vergleiche Paulus Potter). Fehlende Produkte, wie Holz und Getreide, wurden aus verschiedenen Regionen erhandelt (Baltikum, Norwegen, Schwarzwald; Danzig, Brandenburg, Polen-Litauen).
Die die Seefahrt betreffende Beschäftigungsmöglichkeiten betraf weite Teile der Bevölkerung. Sowohl die seemännischen Berufe als auch die produzierenden Gewerke gaben vielen Familien Unterhalt. Schiffbau und angrenzende Gewerke waren in den einzelnen Städten wichtige und geförderte Faktoren (Hafenausbau). Dazu gehörten die Grobschmiede, die Seilereien, Sägereien und Holzhandel. Diese wiederum erzeugten einen bedeutenden Zulieferhandel mit benötigten Materialien (Holzkohle, Metalle, Schnitt- und Stammholz, Hanf und Flachs), der überregional organisiert war. Auch der Handel war vielfältig organisiert. Neben den erwähnten Klein- und Bauernhandel (Beurtvaart) in die nähere Umgebung oder angrenzende Gebiete (etwa Bretagne, England, deutsche Nordseeküste, Unter- und Mittelrhein), gab es auch die größeren Fahrten. Die unterschieden sich nach Regionen und Produkten: z. B. die kleine Fahrt, Levante, Baienfahrt, großer Osten und Westindien. Aufgrund der patrizischen Vernetzungen konzentrierte sich dieser Handel jeweils auf einzelne Regionen oder Städte. So wurde der Ostseehandel, der so genannte große Osten, zur moedernegotie von Amsterdam. Dadurch stieg auch das politische Interesse an den Ereignissen und Veränderungen in dieser Region. Mehrfach wurden niederländische Kriegsflotten ausgesandt, um eigene Interessen in dieser Region wahrzunehmen (z. B. Torstenssonkrieg, Seeschlacht im Öresund, Seeschlacht bei Öland). Wichtig war hier der Besitz des Öresunds, an dessen engster Stelle der Sundzoll erhoben wurde. Aber auch Norwegen, mit seinen Produkten Holz und Stockfisch, lag im politischen Interessengebiet Amsterdams und auch der nordholländisch-westfriesischen Städte Enkhuizen und Hoorn. Die hansische Stadt Kampen in Overijssel verlor mit der Versandung der IJssel, dem Niedergang der Hanse und der Veränderungen im Handel seine Bedeutung (siehe auch Kamper Kogge). Ein anderes Fahrtgebiet war die Salzfahrt. Diese wurde aus spanischen oder französischen Häfen der Biskaya geholt (Bucht – Baai, deshalb Baienfahrt). Dieser Handel wurde eher von seeländischen oder südholländischen Häfen (Middelburg, Vlissingen, Rotterdam) getragen. Von dort, aber auch aus anderen niederländischen Häfen, handelte man auch mit Häfen im Mittelmeer, dem so genannten Levantehandel. Auch hier führten wirtschaftliche Interessen zu politischem Handeln. Während des ersten Seekrieges gegen England, im Holländischen Krieg und während des spanischen Erbfolgekrieges wurden Kriegsflotten ins Mittelmeer entsandt. Weitere Bereiche des Handels waren der Guineahandel, der Russlandhandel (oft Teil des Ostseehandels), der aber bis zur Gründung St. Petersburgs über Archangelsk geführt wurde.

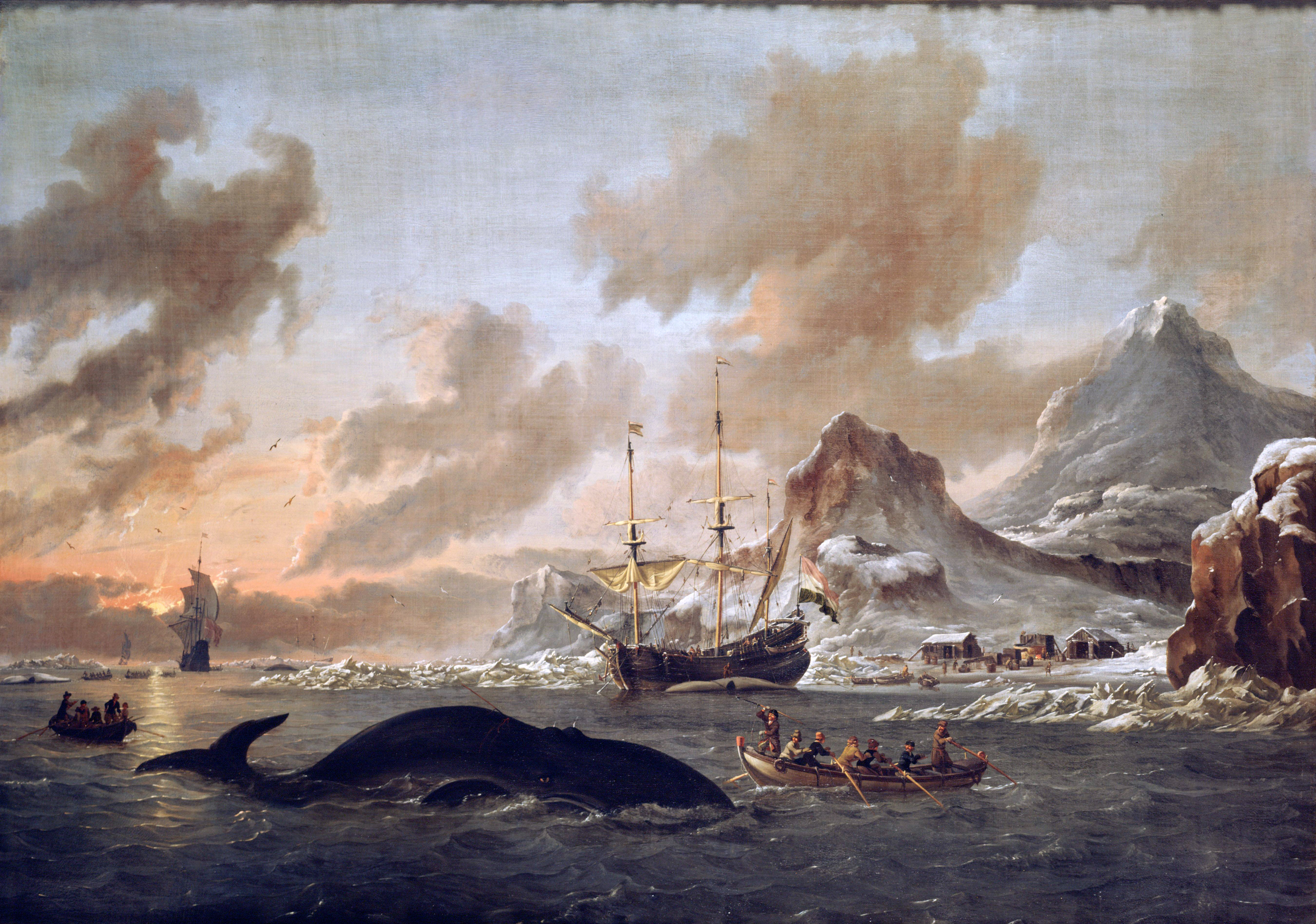
Walfang bei Spitzbergen

Die Fischerei erfolgte von vielen Häfen aus und erfolgte in den Seegebieten um Großbritannien und der Nordsee. Hier waren die meisten Seeleute und Familien beschäftigt und hatte für viele kleinere Städte (z. B. Vlaardingen) überragende Bedeutung (vgl. Jacob Cats: Lof van de Haring, 1658). Später im Laufe des 17. Jahrhunderts kam der Walfischfang in den nördlicheren Gebieten des Atlantiks hinzu. Handelsschiffe aus den Niederlanden wurden besonders wirtschaftlich gebaut. Die Fleute war ein Schiff, das einen nur geringen Tiefgang hatte und trotz der geringen Größe einen relativ großen Frachtraum besaß. Die VOC war eine Aktiengesellschaft aus Amsterdam. Sie wurde 1602 gegründet. Die Indonesischen Inseln waren der Mittelpunkt des holländischen Kolonialreiches. Aufgrund der kostbaren Gewürze brachte die VOC ihren Gründern einen jährlichen Gewinn von 22 Prozent ein.

#### England
Kurz nach der Niederlage der Spanischen Armada im Jahr 1588 stellte eine Gruppe von Kaufleuten eine Petition an Königin Elisabeth I. Man bat um die Erlaubnis, in den Indischen Ozean segeln zu dürfen. Die Erlaubnis wurde erteilt und im Jahr 1591 segelten drei Schiffe von England um das Kap der Guten Hoffnung in das Arabische Meer.
Zwei Jahre später, am 24. September 1598, bildete in London eine Gruppe von Händlern mit 30.133 £ eine Handelskompanie. Das Unternehmen wurde von einem Gouverneur und 24 Direktoren geführt. Aus dieser Kompanie entstand die Britische Ostindien-Kompanie
Am Anfang besaß die Ostindien-Kompanie sehr bedeutende Sonderrechte. Zum Beispiel konnte die Kompanie Festungen bauen, Truppen ausheben und Münzen schlagen. Diese Rechte sollten die Kompanie der Niederländischen Ostindien-Kompanie gleichstellen.
1813 verlor die Gesellschaft ihre Sonderrechte auf den Handel, behielt aber die oberste Gewalt in den bürgerlichen und militärischen Angelegenheiten. Aufgrund der Politik der Britischen Ostindien-Kompanie verloren viele Landbesitzer große Teile des Besitzes und die Mehrheit der indischen Bevölkerung verlor Beschäftigungsmöglichkeiten und Einfluss. Die Sozial- und Wirtschaftspolitik der Britischen Ostindien-Kompanie und die verstärkte Christianisierung führte 1857 zu einem Aufstand in Indien. Nach der Niederwerfung des Aufstands wurde die Britische Ostindien-Kompanie aufgelöst, da die britische Regierung in deren Praktiken bei der Behandlung der indischen Bevölkerung die Hauptursache für den Aufstand sah.

#### Kolonialismus

Kolonien 1492–2007

Obwohl die Kolonialisierung den Kolonialmächten wirtschaftliche Vorteile boten, sind wenige Kolonien zu bedeutenden Handelsstützpunkten geworden. Für den Gesamthandel des Mutterlandes war der koloniale Handel relativ unbedeutend. In der Kolonialzeit betrug der Warenaustausch zwischen den Kolonialmächten ein Vielfaches des Handels mit den Kolonien.

#### Dampfschiffe
Ab Ende des 19. Jahrhunderts begannen sich Dampfschiffe durchzusetzen. 1889 wurde mit dem Passagierschiff Teutonic der erste Hochsee-Dampfer ohne jegliches Segel in Dienst gestellt. Der Bau von dampfbetriebenen Kriegsschiffen trieb Forschung und Entwicklung voran.
In der ersten Hälfte des 20. Jahrhunderts etablierten sich auch 
dampfbetriebene Handelsschiffe.

### 20. Jahrhundert
1914 wurde der Panamakanal fertiggestellt. 1956 wurde in den USA das erste Schiff zum Containerschiff umgebaut (Ideal X). 1968 begann die Umstellung auf Containerhandel. 1996 wurde der Internationale Seegerichtshof in Hamburg eingerichtet.
Von 1992 bis 2012 – in 20 Jahren – vervierfachte sich der Seehandel.

## Heutige Situation
Der größte Teil des weltweiten Warenaustauschs wird durch die Handelsschifffahrt geleistet, die mit etwa 98 Prozent zum interkontinentalen und mit 62 Prozent zum innereuropäischen Warenverkehr beiträgt. Die Leistungsfähigkeit des Seehandels wird insbesondere durch eine effiziente Verkehrsinfrastruktur bestimmt. Besondere Bedeutung hat heute neben dem Transport von Massengütern (Erze, Kohle und vor allem Rohöl) der schnelle Container- und Stückgutverkehr. Während große Containerschiffe die Kontinente miteinander verbinden, verbinden Feederschiffe die großen Containerhäfen mit anderen Häfen an der Küste und zum Teil auch im Binnenland. Der reine Handel zwischen Städten innerhalb der Landesgrenzen wird als Binnenhandel geführt. Der Handel zwischen den großen Wirtschaftsregionen der Welt, Ostasien, Europa und Nordamerika, wird zum großen Teil per Schiff abgewickelt.
Große Seehäfen sind zum Beispiel Shanghai (China), Singapur, Busan (Südkorea), Hongkong (China), Rotterdam (Niederlande), Antwerpen (Belgien) und Hamburg (Deutschland).

Titanic, Queen Mary 2 und Airbus A380 im Vergleich

Wasser ist der leistungsfähigste Transportweg. Die größten beweglichen Bauwerke der Menschheit sind Schiffe. Sie können große Gütermengen mit wenig Personal und geringem spezifischem Energieverbrauch über weite Entfernungen transportieren. Trotz eingeschränkter Höchstgeschwindigkeit können sie große Strecken in relativ kurzer Zeit zurücklegen, wenn sie auf See ohne Unterbrechung fahren können. Außer auf der hohen See sind Schiffe auf Wasserwege angewiesen. Dazu gehören Flüsse, Kanäle und Küstenfahrwasser.
Ein Indikator für die Zugänglichkeit für den Seehandel ist das Verhältnis von Küstenlänge zur Fläche einer Region. Je höher dieses Verhältnis ist, desto besser ist die Zugänglichkeit. Bezogen auf die Kontinente hat das stark zergliederte Europa das höchste und das kompakte Afrika das niedrigste Verhältnis.
Die Seeschifffahrt gliedert sich in verschiedene Typen von Frachtschiffen. Diese besitzen folgenden Anteil am Schiffsmarkt: Massengutfrachter (55 %), Tanker (27 %), Containerschiffe (14 %), Gastanker (2 %) und Andere (2 %). Massengutfrachter (auch Bulkcarrier oder Schüttgutfrachter genannt) transportieren hauptsächlich Eisenerz, Kohle, Getreide, Bauxit, Phosphat, Zement, Zucker, Reis, Schrott und Stahl. Die Tanker werden in Rohöltanker, Produktentanker (Tanker für raffinierte Produkte), Chemietanker und Flüssiggastanker unterteilt.
Der Warenumschlag in den deutschen Seehäfen belief sich im Jahr 2018 auf 304,7 Mio. Tonnen Güter mit einem Wert von 511,1 Mrd. Euro (2017: 299,5 Mio. t). Die Gütermenge im Export betrug 117,7 Mio. t, die des Imports 179,0 Mio. t. Der Seeverkehr zwischen deutschen Häfen betrug 8,2 Mio. t. Im Containerverkehr wurden in den deutschen Seehäfen zusammen 15,1 Mio. TEU umgeschlagen. Dazu zählten 3,0 Mio. TEU im Seehandel mit China, 1,4 Mio. TEU mit den USA und 0,7 MIo. TEU mit Russland.

Die Gütermenge beim Massengutumschlag lag 2018 bei 115,6 Mio. t, davon 88,8 Mio. t Import und 26,8 Mio. t Export. Insgesamt wurden 127.972 Schiffsanläufe registriert, davon 64.677 RoRo-Schiffe (50,5 %), 25.111 Fahrgastschiffe einschließlich Kreuzfahrtschiffen (19,6 %), 12.591 Stückgutfrachter (9,8 %) und 10.999 Containerschiffe (8,6 %).

## Risiken

### Havarie
Unfälle auf See werden Havarie genannt. Im Extremfall kann dies zum Verlust des Fahrzeugs und der gesamten Ware führen. Deren vermögensrechtliche Abwicklung nennt man Haverei. Bereits in den ersten schriftlichen Seerechten wurde der Seewurf als akzeptiertes Mittel zur Vermeidung größerer Schäden oder Risiken anerkannt. Die große Häufigkeit von Havarien bis zum Beginn der Neuzeit wirkte sich auf die Organisation des Seehandels aus. Durch Streuung der Risiken, aus Sicht des Finanziers, und Verteilung auf möglichst viele Anteilseigner, aus Sicht des Schiffseigners, sollten die Verluste begrenzt werden. Daraus entwickelte sich die Partenreederei.

### Krieg
Bei kriegerischen Auseinandersetzungen kann der Handel durch Blockaden oder direkte Kriegshandlungen gefährdet und behindert werden. Ebenso schädlich wirkte sich das Abwerben der Besatzung oder das Requirieren der Fahrzeuge aus. Der Schutz vor kriegerischen Aktivitäten erforderte höhere Investitionen, entweder durch administrative Beglaubigungen, die gekauft werden mussten, oder durch militärische Vorsorgen (Konvoi, Bewaffnung, Routenwahl). Andererseits gab es bis zum Beginn der Neuzeit selten Zeiten die tatsächlichen ungestörten Handel garantierten. Deshalb war der Krieg auch als ein Geschäft, mit dann höheren Risiken, in die handelsmäßige Kalkulation einbezogen worden. Man bot der kriegsführenden Partei seine Fahrzeuge an und handelte sich Vorteile (Geld, Privilegien) heraus oder man vermietete Ausrüstung, Kriegsgüter und organisierte den Transport von Nachschub.

### Piraterie

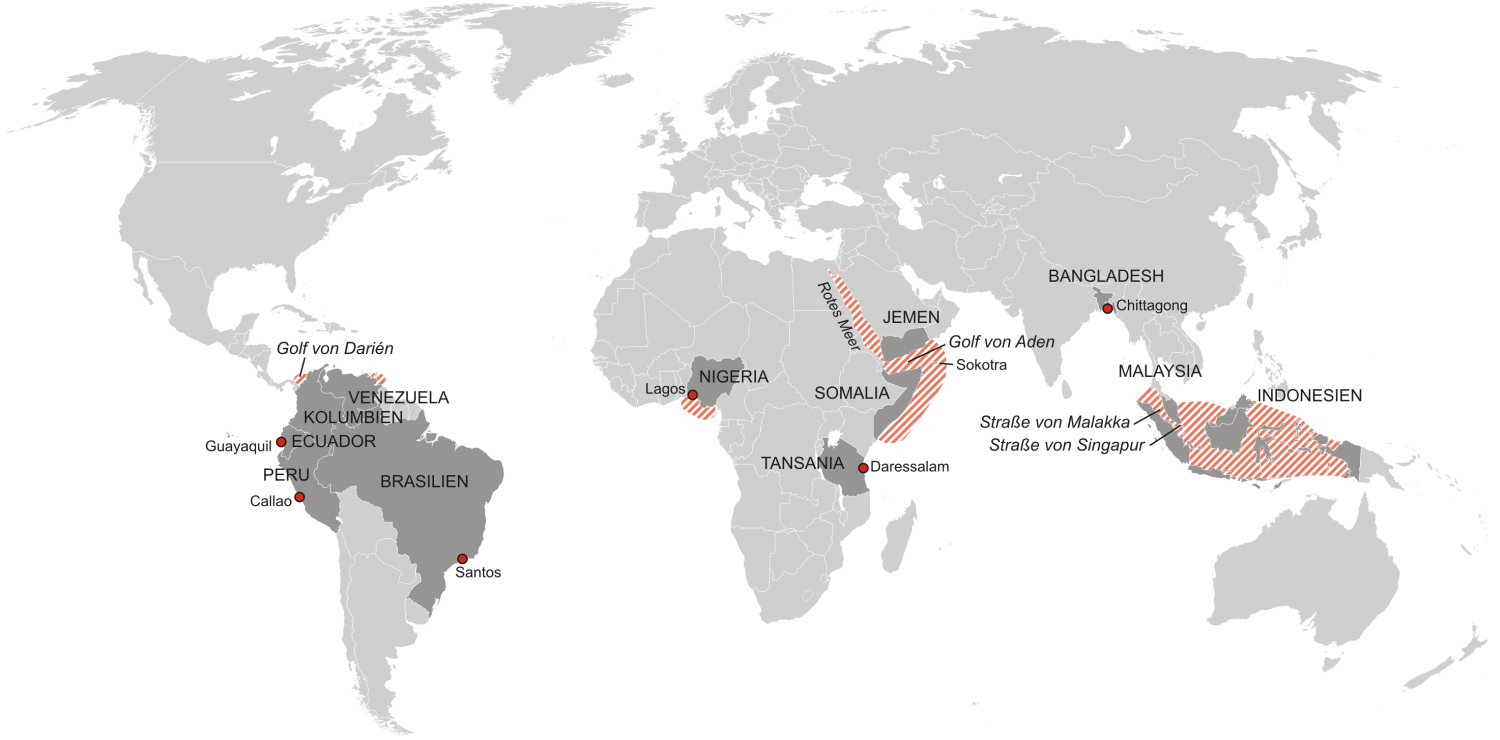
Von Piraterie betroffene Gebiete (Stand 2013)

Bei Piraterie (von altgriechisch πειρᾶν peiran, eigentlich „nehmen, wegnehmen“, über πειρατής peirātḗs und lateinisch pirata, „Seeräuber“) oder Seeräuberei handelt es sich um Gewalttaten, Eigentumsdelikte oder Freiheitsberaubungen, die zu eigennützigen Zwecken unter Gebrauch eines See- oder Luftfahrzeugs auf Hoher See oder in anderen Gebieten verübt werden. Seit Mitte des 19. Jahrhunderts war die Piraterie im Bereich der Industrienationen der westlichen Welt nahezu verschwunden. Jedoch stellt in bestimmten Seegebieten (z. B. Südostasien, Afrika und Lateinamerika) die Piraterie wieder eine ernsthafte Gefahr dar und nimmt, bedingt durch Globalisierung und politische Umwälzungen, sogar wieder zu. 2005 wurden insgesamt 274 Angriffe gemeldet, 2007 waren es 263. Dabei wurden 440 Besatzungsmitglieder gekidnappt (2007 292), meist um Lösegelder zu erpressen. Obwohl das Zentrum der Piraterie weiterhin der Seeraum um Indonesien blieb, hat sich vor den Küsten von Somalia und dem Jemen die Lage, unter anderem durch stark erhöhte Lösegeldforderungen, besonders verschlechtert. Der Schutz des Seehandels und die Bekämpfung der Piraterie gehören zu den ständigen Aufgaben der Marinen aller Nationen.

## Recht
Folgende Rechtsgebiete betreffen den Seehandel:
- Das Seehandelsrecht
- Das Seerecht
- Das Seeverkehrsrecht, international die Kollisionsverhütungsregeln, in Deutschland die Seeschifffahrtsstraßen-Ordnung
- Das Flaggenrecht (FlaggRG)
- Die Genfer Seerechtskonventionen
- Das Seerechtsübereinkommen
- u. a.

## Dokumentation
- ZDFinfo Dokus & Reportagen: Mafia-Methoden im Seehandel auf YouTube, 8. Juli 2023 (Laufzeit: 43:22 min.).
- Fair Oceans: Die unsichtbaren Glieder der Kette – Seehandel und fairer Transport auf YouTube, 29. Juni 2021 (Laufzeit: 32:39 min.).